# Étoile polaire (yacht)
Pour l’article homonyme, voir Étoile polaire (homonymie).
L’Étoile polaire (en russe : Полярная звезда) est un yacht de la famille impériale de Russie qui navigua à partir de 1891.

## Histoire
C'est en 1884 qu'est lancé le projet de construire un yacht du type croiseur selon les ordres de l'amiral Chestakov, ministre de la marine impériale. Le yacht devait être doté d'armes d'artillerie. Le navire est bâti au chantier de la Baltique de Saint-Pétersbourg et armé le 20 mai 1888 en présence de l'empereur Alexandre III, de son épouse, et de hautes personnalités de la marine. Il est mis à l'eau le 19 mai 1890 et commence à naviguer à partir de mars 1891 au sein de la flotte de la Baltique, pour vérification de ses aptitudes. Il est ensuite mis à disposition de l'équipage de la garde.
Le 3 octobre 1896, arrivés en France par mer, le tsar Nicolas II et la tsarine débarquent dans l'arsenal à l'occasion de leur visite d'État.

## Bâtiment
Le navire de couleur bleu foncé ne devait pas être en dessous des normes du confort de la cour. Le mobilier et les cabines sont construits par la fabrique pétersbourgeoise Svirsky. Il y avait une chapelle à bord et même une laiterie avec des vaches, les laitières ayant leur cabine à bord.

## Caractéristiques techniques
- Tonnage : 3 949 tonnes
- Dimensions : 106,5 × 13,8 × 5,2 mètres
- Vitesse : 17 nœuds
- Artillerie : 4 canons Hotchkiss de 47 mm
- Équipage : 349 hommes, 50 domestiques

## Service
Le navire sert aux voyages de la famille impériale dans différentes villes européennes entre 1891 et 1914. Il prend part à des réceptions de chefs d'État et souverains étrangers, ainsi qu'aux manifestations officielles de la flotte de la Baltique. C'est à son bord qu'a été signé le pacte de Björkö entre Nicolas II et son cousin le Kaiser Guillaume, le 9 mai 1905. De 1905 à 1914, l'impératrice douairière navigue tous les ans à son bord pour se rendre dans sa famille à Copenhague. La famille impériale l'utilise souvent en été dans la Baltique. Il est commandé par le baron von Stackelberg de 1896 à 1901.
L’Étoile polaire reste à quai à Petrograd pendant la Première Guerre mondiale. Il est à Helsingfors en juin 1917 avec le comité central de la flotte de la Baltique à son bord. Le capitaine de premier rang Mikhaïl Laline est élu comme commandant de bord, et de septembre à octobre s'y tiennent les sessions du comité. Le navire prend part à la croisière de glace de la flotte de la Baltique en 1918.
L’Étoile polaire est de nouveau à quai en 1920. Les autorités maritimes en font à partir des années 1930 une base des forces sous-marines, des moteurs diesel sont installés et l'on démonte les cheminées. Le drapeau de la marine d'URSS est monté le 20 août 1936. Le navire sert de base aux forces sous-marines de la 2e brigade pendant la guerre d'Hiver de 1939-1940, qui est ensuite disloquée à Tallinn. L’Étoile polaire est amenée à Oust-Louga en juillet 1941, au début de la guerre, puis à Leningrad. L'ancien yacht devient une base de la 3e division de sous-marins en 1942. Elle est disloquée à Tourka en 1944.
Le navire devient en 1954 une caserne de la marine et à partir de 1961 un navire-cible pour les essais de tirs de torpilles. Il semble qu'il ait coulé dans les années 1970.

## Source
- (ru) Cet article est partiellement ou en totalité issu de l’article de Wikipédia en russe intitulé « Полярная звезда (яхта) » (voir la liste des auteurs).